# Philippe Coutinho
Philippe Coutinho Correia (wym. [fi.ˈli.pi ko.ˈt͡ʃĩ.ɲʊ]; ur. 12 czerwca 1992 w Rio de Janeiro) – brazylijski piłkarz występujący na pozycji pomocnika, reprezentant Brazylii.

## Młodość i kariera juniorska
Coutinho wychowywał się w dzielnicy Rocha w północnej części Rio de Janeiro, w pobliżu faweli Mangueira. Przygodę z piłką rozpoczynał od futsalu i pobliskiego betonowego boiska. W czerwcu 1998 roku za namową babci kolegi sześcioletni Philippe został zapisany do szkółki Clube dos Sargentos. Już w marcu 1999 roku Coutinho został zgłoszony przez klub Mangueira do federacji futsalowej Rio de Janeiro i jako najmłodszy zawodnik drużyny pomógł swojemu zespołowi w zdobyciu mistrzostwa stanu w kategorii Fraldinha (7–9 lat). W tym samym roku został zauważony przez skautów CR Vasco da Gama i dołączył do szkółki tej drużyny.
W 2000 roku, już jako zawodnik Vasco raz jeszcze sięgnął po futsalowe mistrzostwo stanu w kategorii U-9. Po sukcesach w hali młody zawodnik szybko przeniósł się na murawę, zdobywając stanowe tytuły w kolejnych kategoriach wiekowych (U-12 w 2004, U-13 w 2005 i U-14 w 2006 roku). Grając dotąd jako wysunięty napastnik, w 2008 roku został wycofany na pozycję ofensywnego pomocnika. Wówczas też wraz z drużyną U-17 sięgnął po puchar Brazylii.

## Kariera klubowa
W lipcu 2008 mimo silnego zainteresowania ze strony Realu Madryt zawodnik podpisał wstępną umowę z Interem Mediolan. Włoski klub zapłacił za wówczas 16-latka 3,8 mln euro. Pomocnik pozostał jednak w swym dotychczasowym klubie aż do czasu osiągnięcia wieku 18 lat, a wraz z przybyciem trenera Renato Gaúcho we wrześniu 2009 roku został włączony do składu pierwszej drużyny. Od tego czasu rozegrał przeszło czterdzieści spotkań w pierwszej drużynie, sięgając m.in. po tytuł mistrzowski w Série B. Po tym jak Coutinho został wybrany do najlepszej jedenastki Campeonato Carioca, latem 2010 przedstawiciele Vasco bezskutecznie negocjowali z Interem przedłużenie jego pobytu w Brazylii na zasadzie wypożyczenia.

### Inter Mediolan

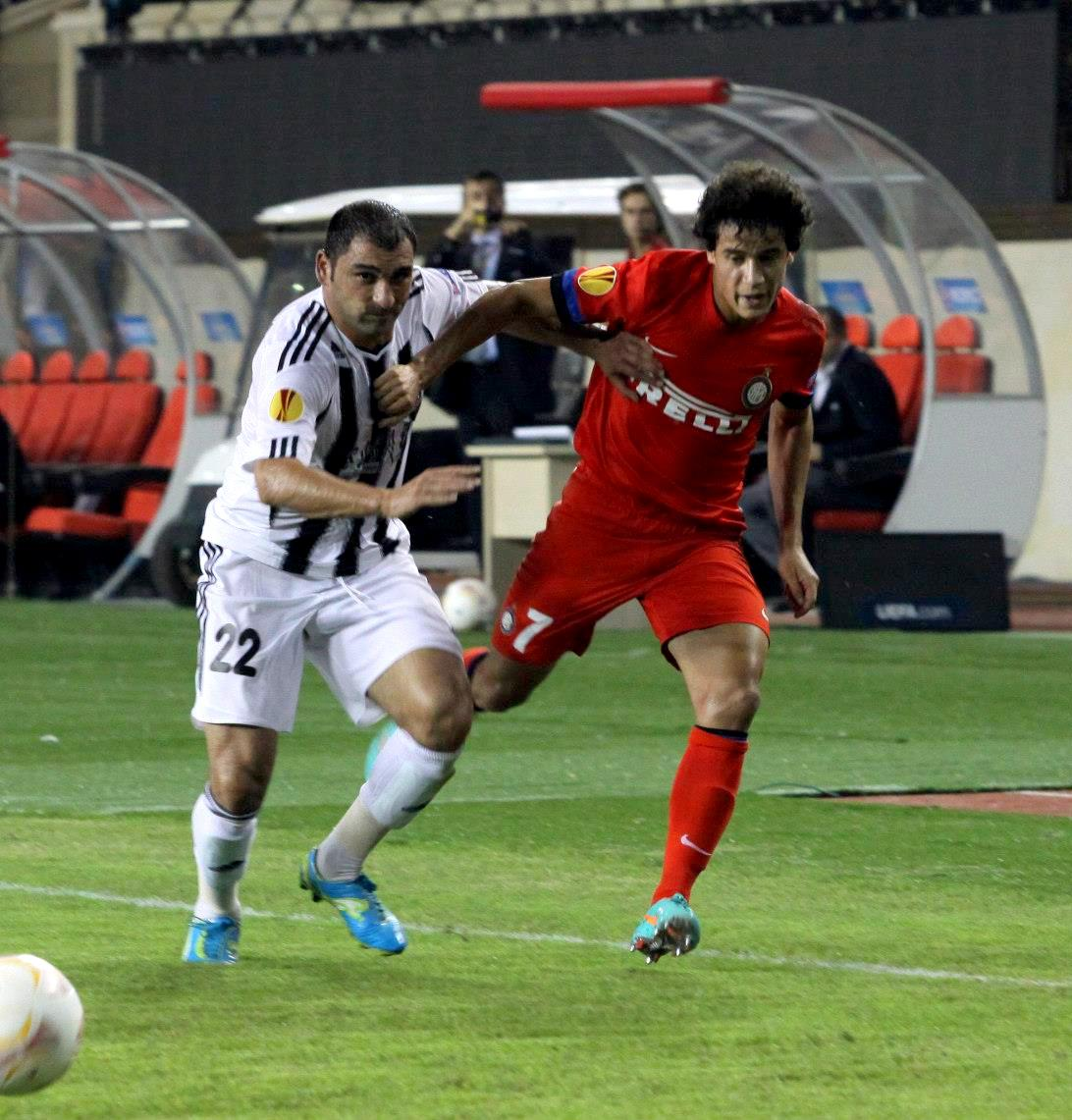
Coutinho w barwach Interu w trakcie meczu Ligi Europy (2012)

19 lipca 2010, nieco ponad miesiąc po swoich osiemnastych urodzinach został zaprezentowany jako zawodnik Interu. Rafael Benítez, ówczesny trener włoskiej drużyny w dniu prezentacji powiedział, że „Coutinho może zostać przyszłością Interu”. Brazylijczyk początkowo występował w Interze z numerem 29, zaś od sezonu 2012/2013 – z numerem 7.
W ekipie z Mediolanu zadebiutował 27 sierpnia 2010 w przegranym 0:2 meczu z Atlético Madryt w finale Superpucharu Europy. Wszedł w tym meczu z ławki, zastępując w 79. minucie Wesley Sneijdera. W Serie A zadebiutował trzy dni później w meczu z Bologną (0:0), kiedy to w 60. minucie zmienił Macedończyka Gorana Pandewa. W pamiętnym październikowym meczu Ligi Mistrzów, w którym Inter pokonał Tottenham 4:3, asystował przy bramce Samuela Eto’o. Na początku maja 2011 Coutinho strzałem z rzutu wolnego w meczu z Fiorentiną zdobył swoją pierwszą bramkę dla Interu. Niemniej z uwagi na kontuzje i silną konkurencję, Coutinho otrzymywał ograniczone szanse gry. Ponadto młody zawodnik z uwagi na brak doświadczenia słabiej radził sobie w meczach o dużą stawkę.

### Espanyol (wypożyczenie)
30 stycznia 2012 Coutinho dołączył do RCD Espanyol na zasadzie wypożyczenia do końca sezonu. Występował z numerem 23, nawiązując w ten sposób do koszykarza Michaela Jordana. Coutinho w barwach Espanyolu zadebiutował w wyjazdowym, zremisowanym 3:3 meczu z Athletic Bilbao. Pierwsze gole dla katalończyków zdobył w wygranym 5:1 meczu z Rayo Vallecano 11 marca 2012, dwukrotnie pokonując bramkarza rywali. Coutinho podtrzymał dobrą formę i w trzech następnych spotkaniach zdobył dwa gole z Racingiem Santander i Málagą po strzałach z rzutów wolnych.

### Liverpool

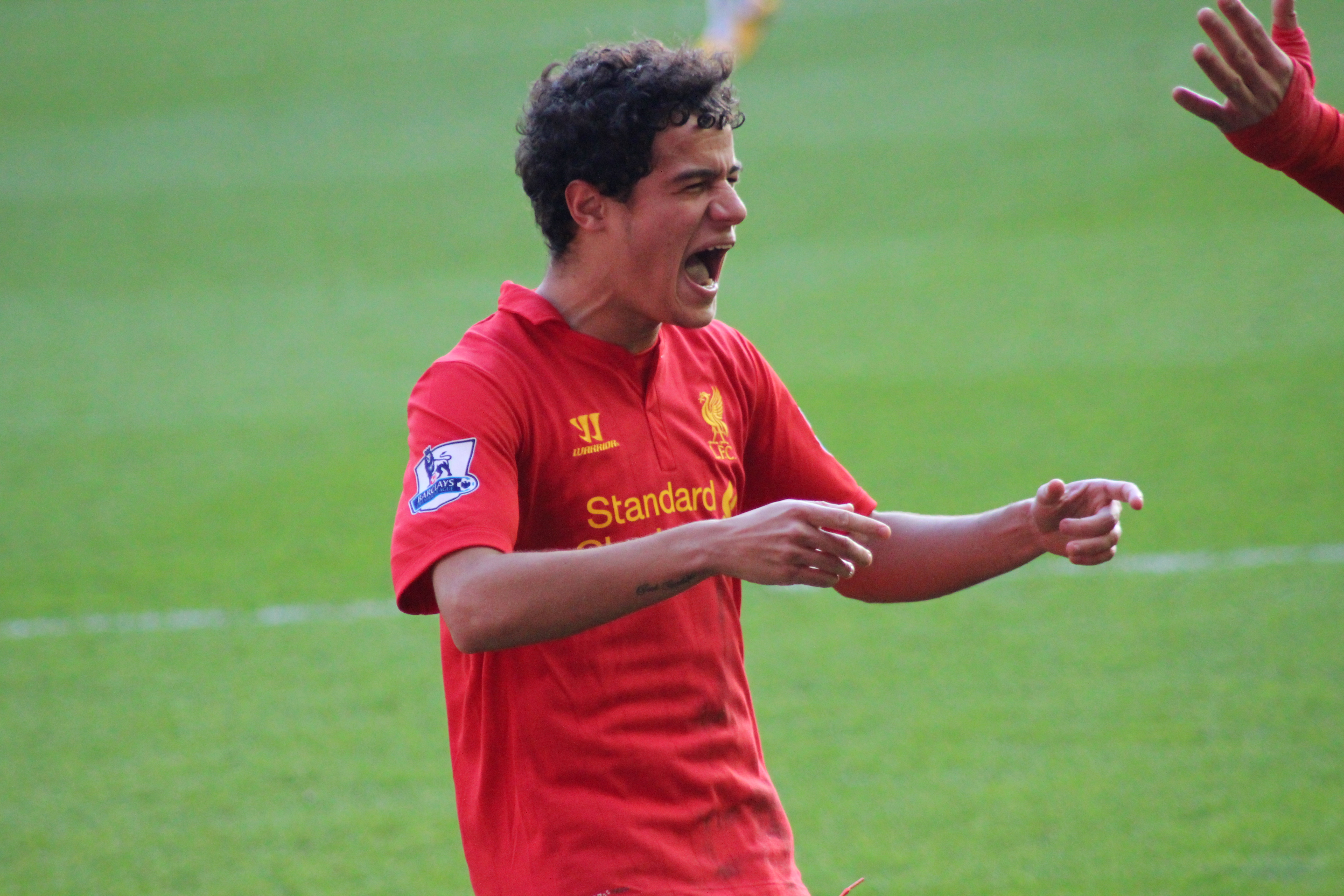
Philippe Coutinho świętujący zdobycie swojego pierwszego gola dla Liverpoolu w meczu przeciw Swansea City na Anfield (2013)

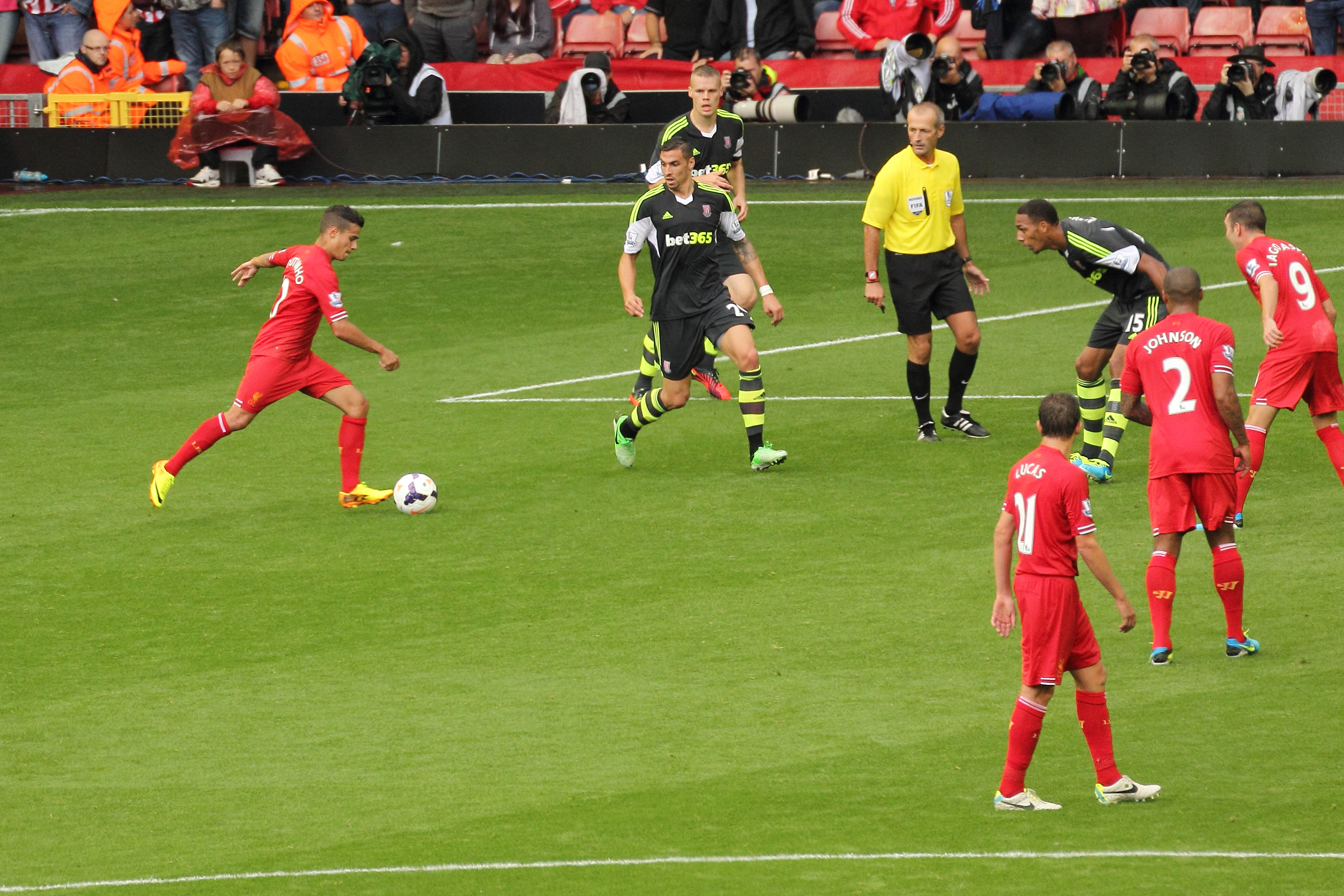
Brazylijczyk podczas meczu ze Stoke (2013)

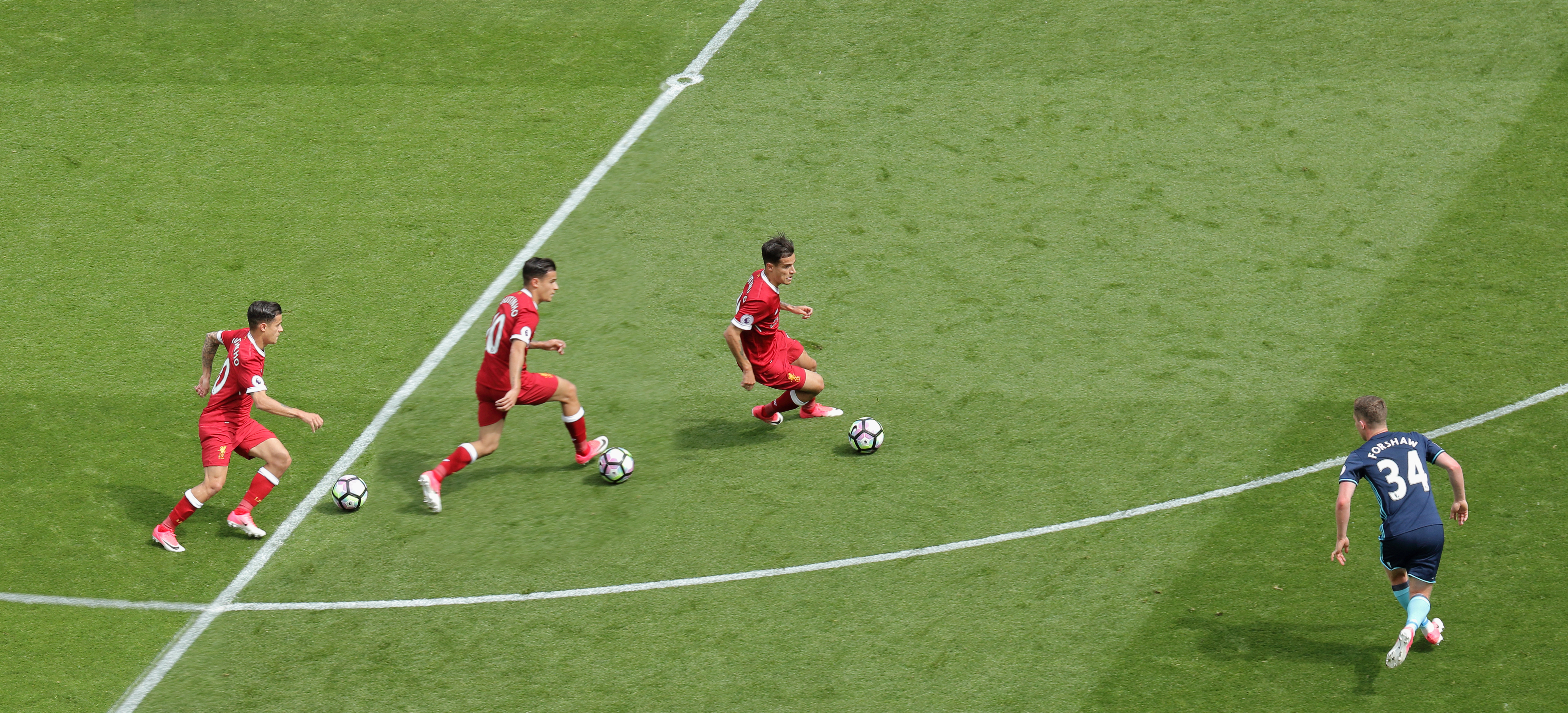
Przykład dryblingu

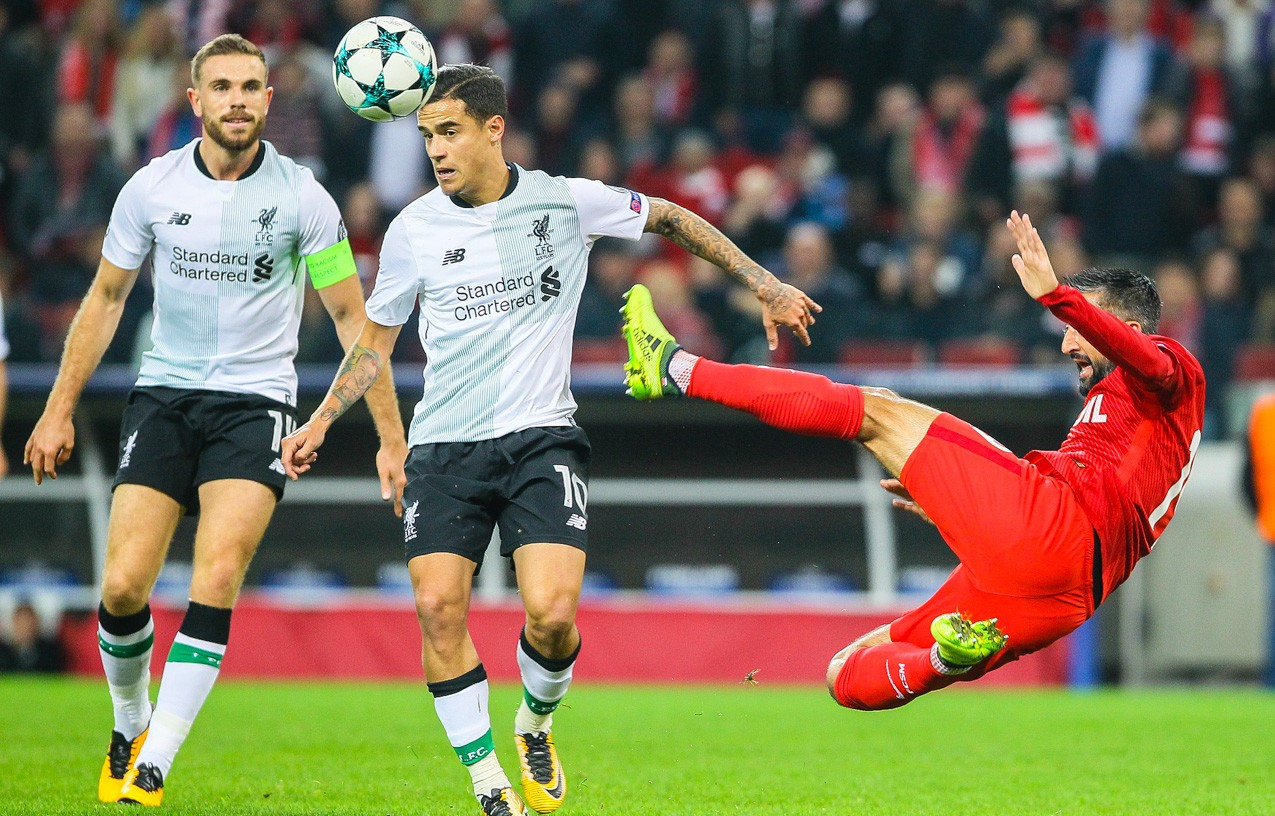
Coutinho (w środku) podczas meczu Ligi Mistrzów ze Spartakiem Moskwa (2017)

30 stycznia 2013 Liverpool potwierdził wart 8,5 miliona funtów transfer Coutinho. Zainteresowanie Brazylijczykiem wyrażał również Southampton, którego trenerem był Mauricio Pochettino – obaj spotkali się wcześniej w Espanyolu, gdzie Coutinho grał na wypożyczeniu z Interu. Po dołączeniu do Liverpoolu Coutinho został przywitany przez rodaka Lucasa Leiva, który obiecał pomóc mu w adaptacji w Anglii. Coutinho natomiast zapowiedział, że chce być ważnym zawodnikiem drużyny przez wiele lat.
Coutinho zadebiutował 11 lutego 2013 w przegranym 0:2 meczu na Anfield z West Bromwich, zastępując w 78. minucie Stewarta Downinga. Sześć dni później Coutinho zdobył swoją pierwszą bramkę dla Liverpoolu w wygranym 5:0 meczu ze Swansea City, zdobywając gola w 16. sekundzie drugiej połowy. Dwa tygodnie później w wyjazdowym, wygranym 4:0 meczu z Wigan Athletic, Coutinho asystował przy dwóch bramkach. W kwietniu był jednym z architektów sześciobramkowego zwycięstwa na stadionie Newcastle United. Kilka tygodni później asystował przy dwóch z trzech bramek Daniela Sturridge’a w spotkaniu z Fulham, zaś w ostatniej ligowej kolejce w meczu z Queens Park Rangers bramkę uderzeniem z 25 metrów.
W sezonie 2013/2014 Liverpool wbrew przewidywaniom ekspertów był jednym z głównych, obok Manchesteru City pretendentów do zdobycia mistrzowskiego tytułu. W bezpośrednim starciu obu ekip na cztery kolejki przed końcem rozgrywek Coutinho zdobył decydującą bramkę dającą zwycięstwo 3:2. Mimo serii 11 kolejnych zwycięstw, ostatecznie Liverpool zajął drugie miejsce w tabeli ze stratą dwóch punktów do „the Citizens”.
W lutym 2015 Coutinho przedłużył o dwa lata obowiązujący dotąd do 2018 roku kontrakt. Liverpool dotarł w tym sezonie do fazy półfinałowej w obu krajowych pucharach – w spotkaniu z Aston Villą w Pucharze Anglii Brazylijczyk otworzył wynik bramką, która jednak nie pozwoliła jego drużynie na awans do finału rozgrywek. Coutinho zdobył klubową nagrodę dla najlepszego zawodnika sezonu, znalazł się też w drużynie roku według PFA. Oprócz tego był nominowany do nagród PFA dla najlepszego zawodnika roku oraz najlepszego młodego zawodnika roku.
W sezonie 2015/2016 Coutinho wraz z Liverpoolem dotarł do finału Pucharu Ligi, gdzie mierzył się z Manchesterem City. Brazylijski pomocnik zdobył wyrównującą bramkę w 83. minucie, jednak później pomylił się w serii rzutów karnych, a trofeum przypadło drużynie przeciwnej. Zawodnik zdobył także bramkę w decydującym meczu czwartej rundy Pucharu Anglii z West Hamem, dzięki której w spotkaniu przeprowadzono dogrywkę. W tej jednak górą okazała się ekipa z Londynu. W tym samym sezonie Liverpool awansował do finału Ligi Europy. Tam spotkał się z Sevillą, która zwyciężyła 3:1. W trakcie sezonu zawodnik miał bezpośredni udział przy wielu ważnych bramkach swojego zespołu. W pierwszej kolejce Premier League strzelił z ponad 20 metrów jedyna bramkę w meczu ze Stoke City, zaś w wygranym 3:1 pojedynku z Aston Villą asystował przy dwóch trafieniach swoich kolegów. W październikowym meczu z Chelsea po raz pierwszy w barwach Liverpoolu zdobył dwie bramki w jednym spotkaniu, pomagając odwrócić jego losy. Kilka tygodni później został wybrany zawodnikiem wygranego 4:1 wyjazdowego meczu z Manchesterem City, gdzie zdobył jedną i asystował Roberto Firmino przy kolejnej bramce. W marcu zaliczył trafienie na Old Trafford w zremisowanym meczu 1/16 finału Ligi Europy z Manchesterem United, a miesiąc później w dramatycznym ćwierćfinałowym spotkaniu rewanżowym z Borussią Dortmund wygranym 4:3. W kolejnym tygodniu zdobył jedną z bramek podczas wygranych 4:0 derbów Merseyside z Evertonem. W uznaniu dokonań Coutinho w tym sezonie, Brazylijczyk został nominowany do nagrody dla najlepszego młodego zawodnika roku według PFA.
Nową kampanię Brazylijczyk rozpoczął od dwóch trafień przeciwko Arsenalowi w wyjazdowym meczu, który zakończył się wynikiem 4:3 dla gości. Jedną z bramek zdobył po uderzeniu z rzutu wolnego z ponad 25 metrów. Także w dalszej fazie rozgrywek imponując wysoką dyspozycją – w trzech kolejnych meczach ligowych wychowanek Vasco da Gama uznawany był za najlepszego zawodnika spotkania. Pod koniec listopada w rywalizacji z Sunderlandem Coutinho doznał poważnego urazu więzadeł stawu skokowego, po którym rehabilitacja miała potrwać do sześciu tygodni. Do chwili feralnego starcia z Didierem Ndongiem zawodnik prezentował wysoką formę, mając bezpośredni udział w jedenastu ligowych bramkach swojej drużyny. Ostatecznie Brazylijczyk powrócił do gry po siedmiu tygodniach przerwy w półfinale Pucharu Ligi. Niedługo później ogłoszono, że Coutinho podpisał z Liverpoolem nowy roku kontrakt, który według doniesień prasowych miał zostać zawarty na pięć lat i nie zawierać tzw. klauzuli odstępnego. W dalszej części sezonu wpisywał się na listę strzelców spotkaniach z Evertonem i Stoke, dzięki czemu został najlepszym pochodzącym z Brazylii strzelcem w historii Premier League. Jego trzy bramki i asysta w ostatnich dwóch kolejkach – z West Hamem i Middlesbrough – walnie przyczyniły się do zapewnienia sobie przez „the Reds” czwartej lokaty w tabeli i miejsca w eliminacjach Ligi Mistrzów. Cały sezon Coutinho zakończył jako najlepszy strzelec swojej drużyny – we wszystkich rozgrywkach zapisał na swoim koncie 14 goli, dokładając do tego siedem ligowych asyst.
Latem 2017 roku brazylijski pomocnik był silnie łączony z przejściem do Barcelony, której zainteresowanie zawodnikiem, według medialnych doniesień, trwało od wielu miesięcy. 11 sierpnia włodarze Liverpoolu wydali krótkie oficjalne oświadczenie, iż nie będą rozpatrywali żadnych ofert za Brazylijczyka. Stanowisko klubu nie uległo zmianie mimo formalnej prośby o transfer ze strony zawodnika, jego rzekomej kontuzji, jak też trzech ofert ze strony katalońskiego zespołu; najwyższa z nich miała opiewać na łączną kwotę 130 mln euro (118,7 mln funtów), przy czym 36,5 mln funtów (40 mln euro) przypadać miało na opłaty w przypadku wypełnienia klauzul dodatkowych).

### FC Barcelona
6 stycznia 2018, Coutinho został oficjalnie ogłoszony jako zawodnik FC Barcelona. Trzy dni później odbyła się jego prezentacja na Camp Nou. W drużynie zadebiutował 25 stycznia w wygranym przez Blaugranę derbach Barcelony z Espaniolem, zmieniając w 68. minucie Andrésa Iniestę. Mecz rozgrywany był w ramach hiszpańskiego Pucharu Króla. Swoją pierwszą bramkę dla Barcelony strzelił 8 lutego 2018 przeciwko Valencii, gdzie padł wynik 2-0 dla FC Barcelony. Później przeszedł na wypożyczenie do Bayernu Monachium, gdzie razem z niemiecką drużyną wygrał Ligę Mistrzów UEFA, strzelając w rozgrywkach 2019/2020 trzy gole.

## Kariera reprezentacyjna

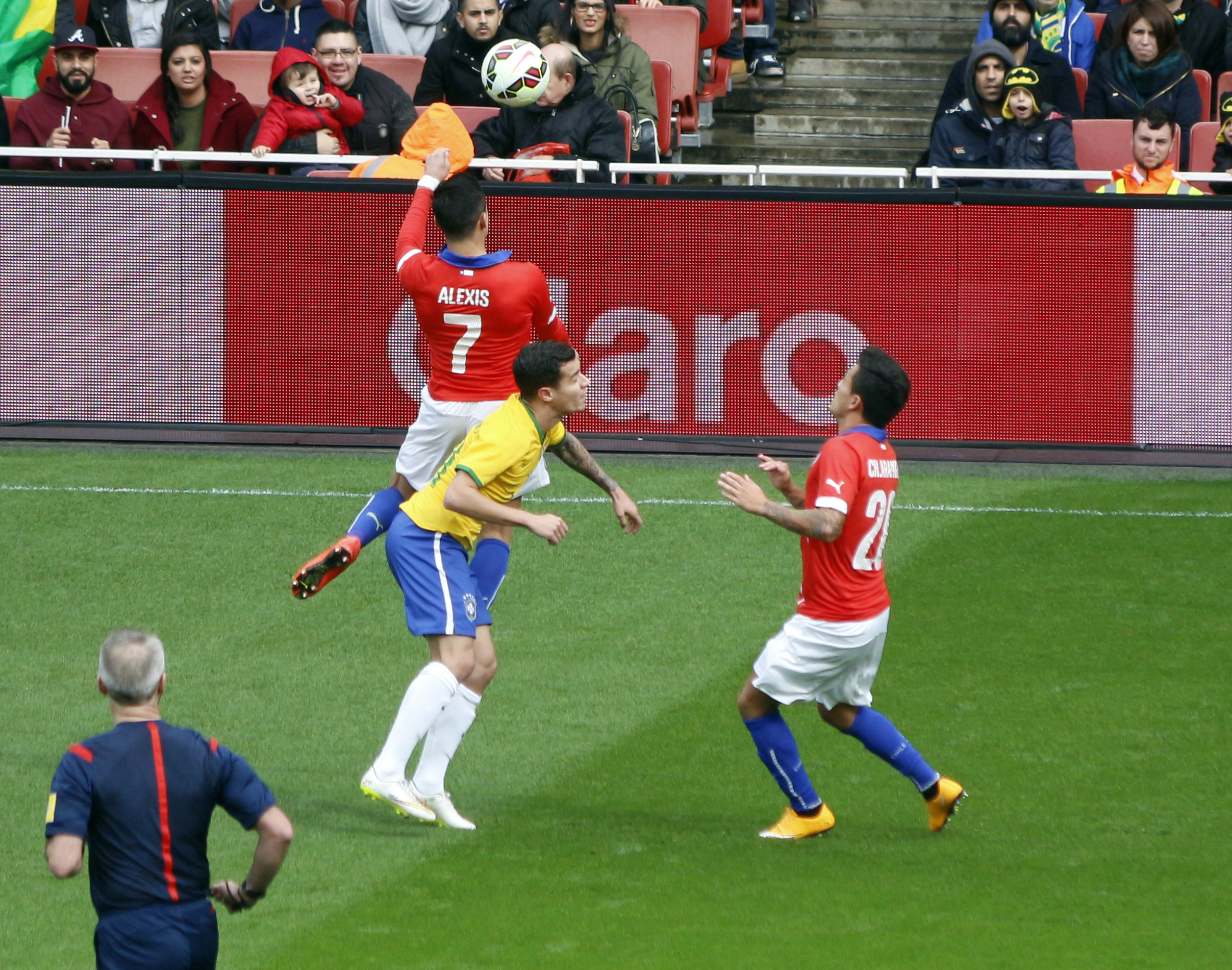
Coutinho podczas towarzyskiego meczu z Chile (2015)

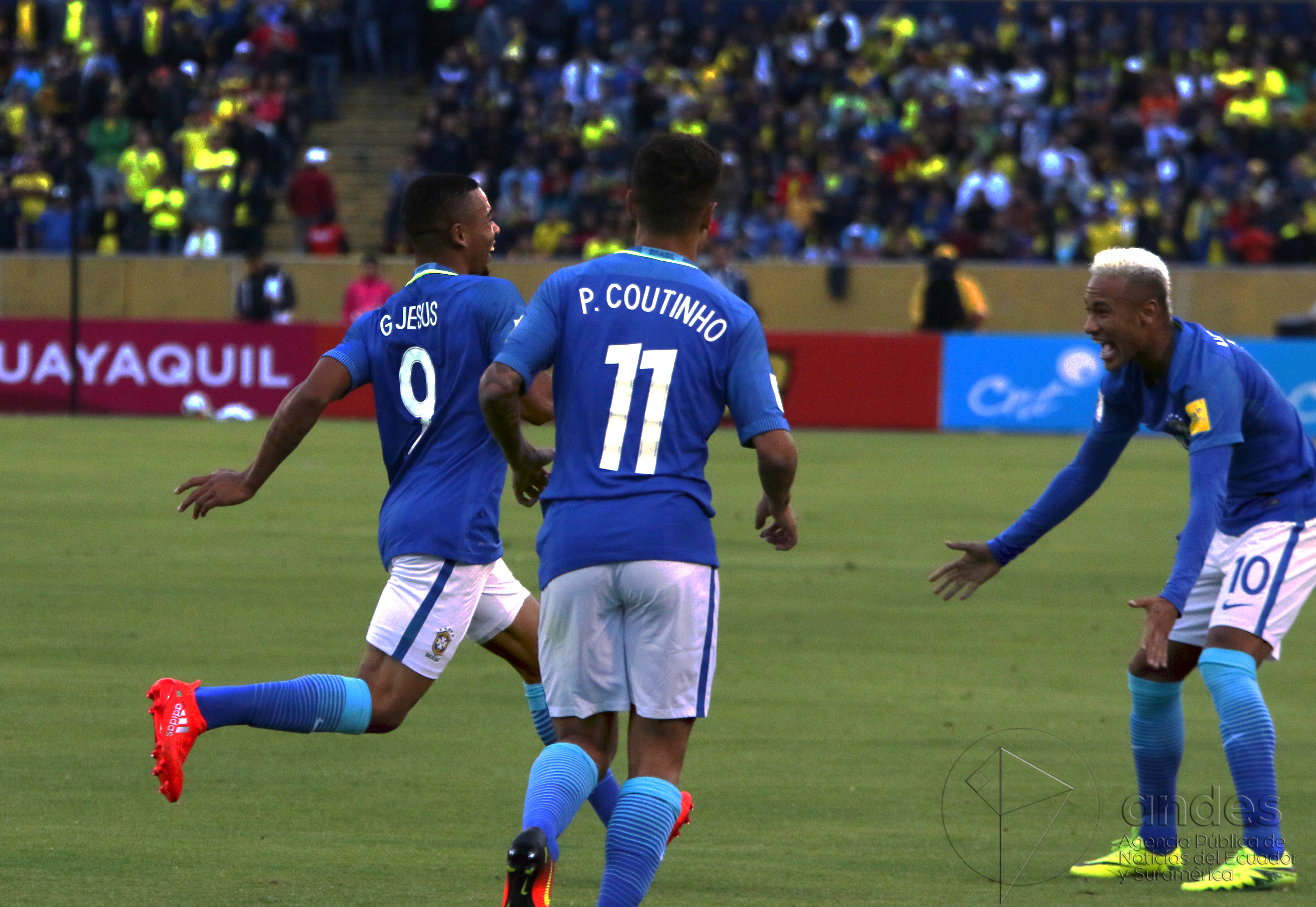
Philippe świętujący wraz z kolegami bramkę dla Brazylii (2016)

Po raz pierwszy do centralnej reprezentacji zawodnik Vasco został powołany w grupie do lat 14 – w 2006 roku brał udział w międzynarodowym turnieju rozgrywanym w Hiszpanii. Rok później trafił do reprezentacji U-15, z którą między innymi sięgnął po mistrzostwo Ameryki Południowej, natomiast w roku 2008 występował w kadrze do lat 16.
W 2009 Coutinho był obok Neymara najbardziej znaną postacią w składzie reprezentacji na Mudnial U-17.
Coutinho w seniorskiej reprezentacji Brazylii zadebiutował 7 października 2010 w towarzyskim meczu przeciwko Iranowi za kadencji Mano Menezesa. Przez dłuższy czas był to jednak jedyny występ wychowanka Vasco w dorosłej reprezentacji. Kilka miesięcy później otrzymał powołanie na Mistrzostwa Ameryki Południowej do lat 20, jednak z uwagi na niezaleczoną kontuzję uda nie wziął udziału w turnieju. W tym samym roku znalazł się w składzie reprezentacji na Mistrzostwa Świata U-20, która w Kolumbii sięgnęła po złote medale.
W 2012 znalazł się w szerokim składzie reprezentacji olimpijskiej przed Igrzyskami w Londynie, jednak ostatecznie jego nazwiska zabrakło go na 18-osobowej ścisłej liście.
W 2014 był jednym z największych nieobecnych w składzie Brazylii na Mundialu. Kiedy po Mistrzostwach Świata na stanowisku selekcjonera „Canarinhos” Luiza Felipe Scolariego zastąpił Dunga, Coutinho został powołany do kadry na pierwsze sparingi pod wodzą nowego szkoleniowca. Latem 2015 roku znalazł się w składzie Brazylii na rozgrywane w Chile Copa América. W trakcie meczu przygotowawczego z Meksykiem Coutinho zdobył swoją pierwszą bramkę w reprezentacji. W samym turnieju Brazylijczycy dotarli zaledwie do fazy ćwierćfinałowej, gdzie po rzutach karnych sensacyjnie przegrali z Paragwajem. Rok później zawodnik Liverpoolu ponownie otrzymał powołanie do reprezentacji, na jubileuszowy turniej Copa América Centenario. W wygranym 7:1 spotkaniu z Haiti Coutinho zdobył trzy bramki. Niemniej „Seleção Brasileira” w pozostałych meczach zaprezentowała się słabo (bezbramkowy remis z Ekwadorem i kontrowersyjna porażka 0:1 z Peru) przez co po raz pierwszy od 1987 roku odpadła z dalszych rozgrywek już w fazie grupowej.

## Styl gry
Coutinho postrzegany jest jako typowy brazylijski kreatywny rozgrywający: szybki, obdarzony dobrym dryblingiem, przeglądem pola, potrafiący zarówno zdobyć bramkę silnym strzałem, jak i dzięki precyzyjnemu podaniu obsłużyć lepiej ustawionych kolegów. Znaczną część swoich bramek zdobywa precyzyjnymi strzałami spoza pola karnego, w tym z rzutów wolnych. Może grać zarówno w środku pola, jako typowa „dziesiątka”, jak i na skrzydłach. Choć naturalnie prawonożny, Coutinho potrafi dobrze posługiwać się obiema stopami.
Brazylijski napastnik Careca przyznał w 2010 roku, że Philippe z uwagi na swoją kreatywność przypomina mu Zico, zaś Mauricio Pochettino trzy lata później dostrzegł w młodym zawodniku podobne cechy co u Messiego czy Ronaldinho. Argentyński menedżer stwierdził także, że Coutinho ma „magię w swoich stopach”. Z kolei Brendan Rodgers, ówczesny trener Liverpoolu opowiadając o wpływie Brazylijczyka na dyspozycję zespołu, wspomniał o „złotym pyle” w jego zagraniach. Zawodnik otrzymywał także wyrazy najwyższego uznania od swoich kolegów z drużyny.
Wśród swoich idoli, jako młody, obiecujący zawodnik Coutinho wymieniał rodaków – Kakę i Ronaldinho.

## Statystyki

### Klubowe
Aktualne na dzień 24 października 2023
| Klub                    | Sezon              | Liga               | Liga  | Liga | Puchar kraju | Puchar kraju | Puchar ligi | Puchar ligi | Puchar Kontynentalny | Puchar Kontynentalny | Inne  | Inne | Suma  | Suma |
| Klub                    | Sezon              | Liga               | Mecze | Gole | Mecze        | Gole         | Mecze       | Gole        | Mecze                | Gole                 | Mecze | Gole | Mecze | Gole |
| ----------------------- | ------------------ | ------------------ | ----- | ---- | ------------ | ------------ | ----------- | ----------- | -------------------- | -------------------- | ----- | ---- | ----- | ---- |
| CR Vasco da Gama        | 2009               | Série B            | 12    | 0    | 0            | 0            | –           | –           | 0                    | 0                    | -     | -    | 12    | 0    |
| CR Vasco da Gama        | 2010               | Série B            | 7     | 1    | 7            | 1            | –           | –           | 0                    | 0                    | 17    | 3    | 31    | 5    |
| CR Vasco da Gama        | Ogólnie            | Ogólnie            | 19    | 1    | 7            | 1            | -           | -           | 0                    | 0                    | 17    | 3    | 43    | 5    |
| Inter Mediolan          | 2010/11            | Serie A            | 13    | 1    | 0            | 0            | –           | –           | 6                    | 0                    | 1     | 0    | 20    | 1    |
| Inter Mediolan          | 2011/12            | Serie A            | 5     | 1    | 0            | 0            | –           | –           | 3                    | 0                    | –     | –    | 8     | 1    |
| Inter Mediolan          | 2012/13            | Serie A            | 10    | 1    | 0            | 0            | –           | –           | 9                    | 2                    | –     | –    | 19    | 3    |
| Inter Mediolan          | Ogólnie            | Ogólnie            | 28    | 3    | 0            | 0            | -           | -           | 18                   | 2                    | 1     | 0    | 47    | 5    |
| RCD Espanyol (wyp.)     | 2011/12            | Primera División   | 16    | 5    | 0            | 0            | –           | –           | –                    | –                    | -     | -    | 16    | 5    |
| RCD Espanyol (wyp.)     | Ogólnie            | Ogólnie            | 16    | 5    | 0            | 0            | -           | -           | -                    | -                    | -     | -    | 16    | 5    |
| Liverpool               | 2012/13            | Premier League     | 13    | 3    | 0            | 0            | 0           | 0           | 0                    | 0                    | -     | -    | 13    | 3    |
| Liverpool               | 2013/14            | Premier League     | 33    | 5    | 3            | 0            | 1           | 0           | -                    | -                    | -     | -    | 37    | 5    |
| Liverpool               | 2014/15            | Premier League     | 35    | 5    | 7            | 3            | 4           | 0           | 6                    | 0                    | -     | -    | 52    | 8    |
| Liverpool               | 2015/16            | Premier League     | 26    | 8    | 1            | 1            | 3           | 1           | 13                   | 2                    | -     | -    | 43    | 12   |
| Liverpool               | 2016/17            | Premier League     | 31    | 13   | 2            | 0            | 3           | 1           | -                    | -                    | -     | -    | 36    | 14   |
| Liverpool               | 2017/18            | Premier League     | 14    | 7    | 0            | 0            | 1           | 0           | 5                    | 5                    | -     | -    | 20    | 12   |
| Liverpool               | Ogólnie            | Ogólnie            | 152   | 41   | 13           | 4            | 12          | 2           | 24                   | 7                    | -     | -    | 201   | 54   |
| FC Barcelona            | 2017/18            | Primera División   | 18    | 8    | 4            | 2            | –           | –           | 0                    | 0                    | 0     | 0    | 22    | 10   |
| FC Barcelona            | 2018/19            | Primera División   | 34    | 5    | 7            | 3            | –           | –           | 12                   | 3                    | 1     | 0    | 54    | 11   |
| FC Barcelona            | 2020/21            | Primera División   | 12    | 2    | 0            | 0            | –           | –           | 2                    | 1                    | 0     | 0    | 14    | 3    |
| FC Barcelona            | 2021/22            | Primera División   | 12    | 2    | 0            | 0            | –           | –           | 4                    | 0                    | 0     | 0    | 16    | 2    |
| FC Barcelona            | Ogólnie            | Ogólnie            | 76    | 17   | 11           | 5            | -           | -           | 18                   | 4                    | 1     | 0    | 106   | 26   |
| Bayern Monachium (wyp.) | 2019/20            | Bundesliga         | 23    | 8    | 4            | 0            | –           | –           | 11                   | 3                    | -     | -    | 38    | 5    |
| Bayern Monachium (wyp.) | Ogólnie            | Ogólnie            | 23    | 8    | 4            | 0            | -           | -           | 11                   | 3                    | -     | -    | 38    | 5    |
| Aston Villa (wyp.)      | 2021/22            | Premier League     | 19    | 5    | 0            | 0            | –           | –           | 0                    | 0                    | -     | -    | 19    | 5    |
| Aston Villa (wyp.)      | Ogólnie            | Ogólnie            | 19    | 5    | 0            | 0            | -           | -           | 0                    | 0                    | -     | -    | 19    | 5    |
| Aston Villa (wyp.)      | 2022/23            | Premier League     | 20    | 1    | 1            | 0            | –           | –           | 0                    | 0                    | 1     | 0    | 22    | 1    |
| Aston Villa (wyp.)      | 2023/24            | Premier League     | 2     | 0    | 0            | 0            | –           | –           | 0                    | 0                    | -     | -    | 2     | 0    |
| Aston Villa (wyp.)      | Ogólnie            | Ogólnie            | 22    | 1    | 1            | 0            | -           | -           | 0                    | 0                    | 1     | 0    | 24    | 1    |
| Al-Duhail SC            | 2023/24            | Qatar Stars League | 1     | 1    | 0            | 0            | –           | –           | 0                    | 0                    | -     | -    | 19    | 5    |
| Al-Duhail SC            | Ogólnie            | Ogólnie            | 1     | 1    | 0            | 0            | -           | -           | 1                    | 0                    | -     | -    | 2     | 1    |
| Ogólnie w karierze      | Ogólnie w karierze | Ogólnie w karierze | 356   | 82   | 36           | 10           | 12          | 2           | 72                   | 16                   | 20    | 3    | 496   | 113  |

### Reprezentacyjne
Aktualne na dzień 24 października 2023 r.
| Drużyna narodowa | Rok  | Mecze | Gole |
| ---------------- | ---- | ----- | ---- |
| Brazylia         | 2010 | 1     | 0    |
| Brazylia         | 2011 | —     | —    |
| Brazylia         | 2012 | —     | —    |
| Brazylia         | 2013 | —     | —    |
| Brazylia         | 2014 | 4     | 0    |
| Brazylia         | 2015 | 7     | 1    |
| Brazylia         | 2016 | 11    | 5    |
| Brazylia         | 2017 | 9     | 2    |
| Brazylia         | 2018 | 13    | 5    |
| Brazylia         | 2019 | 10    | 4    |
| Brazylia         | 2020 | 2     | 1    |
| Brazylia         | 2021 | —     | —    |
| Brazylia         | 2022 | 5     | 3    |
| Brazylia         | 2023 | —     | —    |
| Suma             | Suma | 62    | 21   |

Bramki na arenie międzynarodowej
| Lp. | Data                 | Miejsce                              | Przeciwnik       | Rozgrywki                         |
| --- | -------------------- | ------------------------------------ | ---------------- | --------------------------------- |
| 1.  | 7 czerwca 2015       | Allianz Parque, São Paulo            | Meksyk           | mecz towarzyski                   |
| 2.  | 8 czerwca 2016       | Camping World Stadium, Orlando       | Haiti            | Copa América 2016                 |
| 3.  | 8 czerwca 2016       | Camping World Stadium, Orlando       | Haiti            | Copa América 2016                 |
| 4.  | 8 czerwca 2016       | Camping World Stadium, Orlando       | Haiti            | Copa América 2016                 |
| 5.  | 6 października 2016  | Arena das Dunas, Natal               | Boliwia          | eliminacje Mistrzostw Świata 2018 |
| 6.  | 10 listopada 2016    | Estádio Mineirão, Belo Horizonte     | Argentyna        | eliminacje Mistrzostw Świata 2018 |
| 7.  | 28 marca 2017        | Arena Corinthians, São Paulo         | Paragwaj         | eliminacje Mistrzostw Świata 2018 |
| 8.  | 31 sierpnia 2017     | Arena do Grêmio, Porto Alegre        | Ekwador          | eliminacje Mistrzostw Świata 2018 |
| 9.  | 23 marca 2018        | Stadion Łużniki, Moskwa              | Rosja            | mecz towarzyski                   |
| 10. | 10 czerwca 2018      | Ernst-Happel-Stadion, Wiedeń         | Austria          | mecz towarzyski                   |
| 11. | 17 czerwca 2018      | Rostow Ariena, Rostów nad Donem      | Szwajcaria       | Mistrzostwa Świata 2018           |
| 12. | 22 czerwca 2018      | Stadion Kriestowskij, Petersburg     | Kostaryka        | Mistrzostwa Świata 2018           |
| 13. | 12 września 2018     | FedExField, Waszyngton               | Salwador         | mecz towarzyski                   |
| 14. | 9 czerwca 2019       | Estádio Beira-Rio, Porto Alegre      | Honduras         | mecz towarzyski                   |
| 15. | 14 czerwca 2019      | Estádio do Morumbi, São Paulo        | Boliwia          | Copa América 2019                 |
| 16. | 14 czerwca 2019      | Estádio do Morumbi, São Paulo        | Boliwia          | Copa América 2019                 |
| 17. | 19 listopada 2019    | Mohammed Bin Zayed Stadium, Abu Zabi | Korea Południowa | mecz towarzyski                   |
| 18. | 10 października 2020 | Neo Química Arena, São Paulo         | Boliwia          | eliminacje Mistrzostw Świata 2022 |
| 19. | 2 lutego 2022        | Estádio Mineirão, Belo Horizonte     | Paragwaj         | eliminacje Mistrzostw Świata 2022 |
| 20. | 25 marca 2022        | Maracanã, Rio de Janeiro             | Chile            | eliminacje Mistrzostw Świata 2022 |
| 21. | 2 czerwca 2022       | Seoul World Cup Stadium, Seul        | Korea Południowa | mecz towarzyski                   |

## Sukcesy

### Vasco da Gama
- Mistrzostwo Série B: 2009

### Inter Mediolan
- Puchar Włoch: 2010/2011
- Superpuchar Włoch: 2010
- Liga Mistrzów UEFA: 2009/2010

### FC Barcelona
- Mistrzostwo Hiszpanii (2x): 2017/2018, 2018/2019
- Puchar Króla (2x): 2017/2018, 2020/2021
- Superpuchar Hiszpanii: 2018

### Bayern Monachium
- Liga Mistrzów UEFA: 2019/2020
- Mistrzostwo Niemiec: 2019/2020
- Puchar Niemiec: 2019/2020

### Reprezentacyjne
- Copa América: 2019
- Mistrzostwo Ameryki Południowej U-17: 2009
- Mistrzostwo świata U-20: 2011

### Indywidualne
- Samba Gold: 2016

## Życie prywatne
Philippe jest najmłodszym dzieckiem architekta José „Zé” Carlosa i Esmeraldiny „Diny”, którzy przenieśli się do Rio ze stanu Bahia; ma dwóch braci – Cristiano i Leandro – starszych o odpowiednio 19 i 15 lat. Jest żonaty z Aine, pochodzącą z tej samej okolicy przyjaciółką z dzieciństwa. Para poznała się w 2007 roku, a pięć lat później wzięła ślub. Mają córkę Marię urodzoną w grudniu 2015 roku. Tatuaże na obu rękach stanowią hołd dla najbliższej rodziny; na ramieniu znajduje się również inskrypcja „Nigdy nie przestawaj marzyć”. Philippe jest zdeklarowanym chrześcijaninem.